# Aktivt kol
Aktivt kol är finfördelat amorft kol med små porer och stor porvolym som skapar en stor specifik yta där adsorption och kemiska reaktioner kan ske. Den specifika ytan för aktivt kol är normalt mellan 500 och 1500 m2/gram. Hur mycket som kan absorberas till kolet är proportionellt mot temperatur och tryck.

Aktivt kol framställs av material med hög kolhalt som till exempel stenkol, träkol, torv och kokosnötskal. Framställningen sker i två steg, där det första steget är en kontrollerad förkolning (pyrolys). I det andra steget aktiveras kolet termiskt eller kemiskt. Det är under aktiveringsprocessen som kolet får sin absorptionsförmåga.

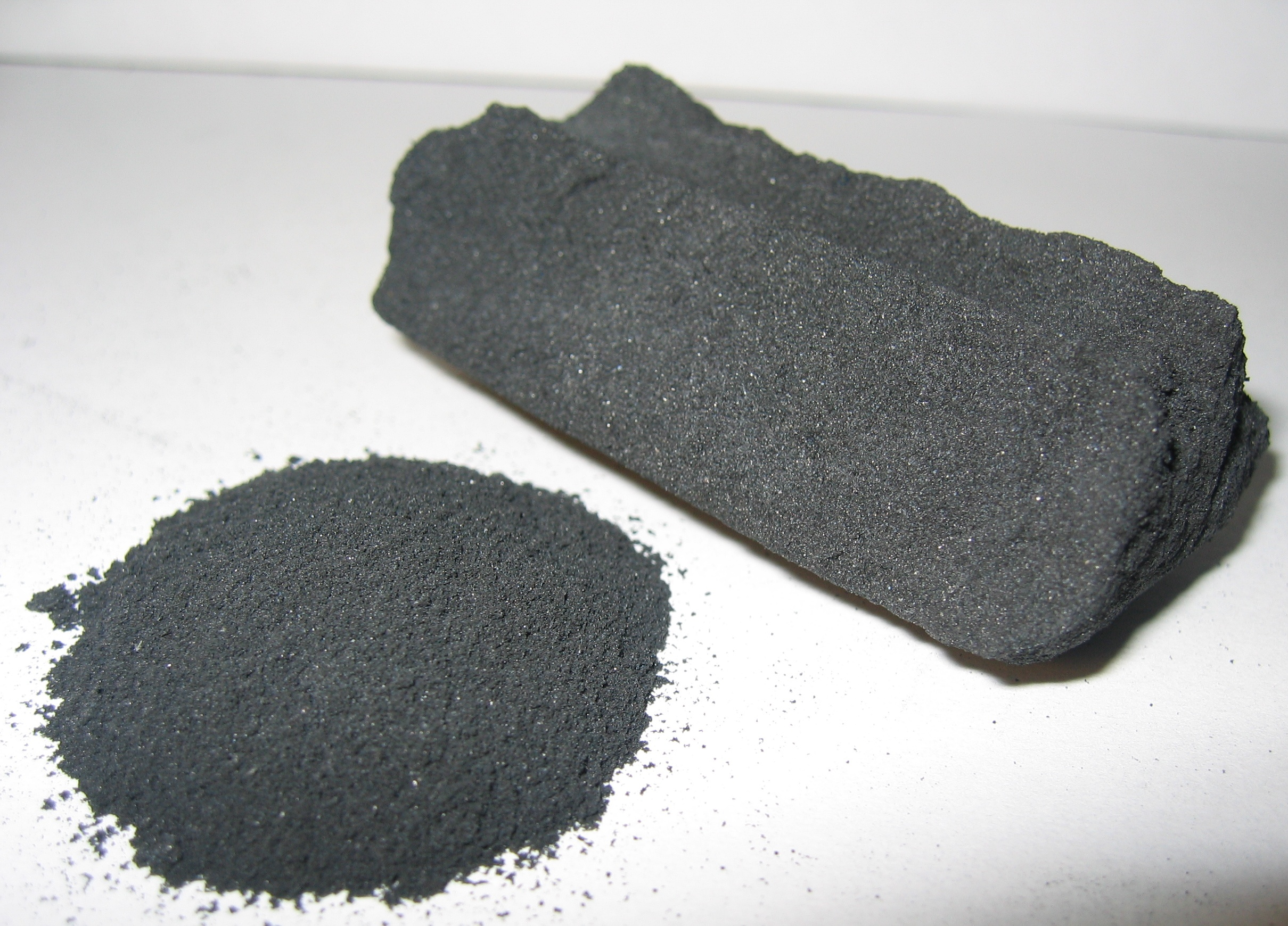
Aktivt kol

Aktivt kol används bland annat för vattenrening, medicin, gasförädling, skyddsmasker och destillering av alkoholhaltiga drycker.

## Historia
Aktivt kol började tillverkas i Nederländerna på 1920-talet under namnet "Norit". Tillverkningsprocessen var hemlig. Kemister i andra länder kom underfund med att det kunde tillverkas av björk (Betula alba) som  upphettas till 800 oC, och därefter behandlas med utspädd svavelsyra, samt därefter med vatten.

## Egenskaper
Aktivt kols egenskaper och hur väl det fungerar som ett adsorptionsmedium styrs av dess sammansättning och struktur. I detta avsnitt presenteras sammansättning, struktur, porositet och kemisk struktur.
Aktivt kol består av 85-95 % kol, övriga ämnen är spår av källmaterialet t.ex. väte (H), kväve (N), svavel (S) och syre (O). Densiteten hos aktivt kol varierar beroende på dess sammansättning, men ett typvärde är 2 g/cm3.

### Struktur
Strukturen hos aktivt kol kan variera beroende på dess sammansättning. I allmänhet kan sägas att aktivt kol har en kristallin struktur liknande grafits lagrade struktur men med större oordning. Oordningen beror till stor del på det syre (O) och väte (H) som finns i kolet. Strukturen ger aktivt kol stor porositet och en specifik yta på 500–1500 m2/g kol. En stor del av den specifika ytan kommer från kolets aktivering som ”rensar” ursprungsprodukten från oönskade föreningar vilket ökar porositeten och därmed den specifika ytan.

### Porositet
Aktivt kols struktur ger upphov till en stor porvolym (mellan 0,7 och 1,8 cm3/g. Den stora porositeten bidrar starkt till att öka den specifika ytan. Porositeten har även en starkt betydande funktion för det aktiva kolets adsorptionsförmåga. Porernas storlek varierar från <1 nm till 200 nm. Porerna kan klassas som mikroporer, mesoporer och makroporer.
- Mikroporer (<2 nm) står för merparten (ca 95 %) av aktivt kols specifika yta. I mikroporer är adsorption av gaser och ångor den huvudsakliga inbindningen.[4]
- Mesoporerna (2-50 nm) står för <5 % av den specifika ytan och binder till andra ämnen i huvudsak genom kapillär kondensation och adsorption. Den större radien leder till ett lägre reaktivt gastryck vilket  ger en ökad förmåga att binda till sig vätskor.[4]
- Makroporer (>50 nm) står för en mycket liten del av den totala specifika ytan hos aktivt kol och ger inget betydande bidrag till det aktiva kolets totala adsorptionsförmåga.[4]

### Kemisk struktur
De kemiska krafter som styr det aktiva kolets absorptionsförmåga utgörs av Van der Waals-krafter. Det aktiva kolet har även platser på sin struktur med oparade elektronpar till följd av sin oordnade struktur. Dessa oparade elektronpar ökar kolets förmåga att binda till sig polära föreningar.
Det aktiva kolet har även aktiva grupper och ytkomplex på grund av de inbundna ämnena. Dessa har stor påverkan på det aktiva kolets egenskaper att adsorbera föreningar. De viktigaste av dessa grupper är kol-syre-grupper som bland annat påverkar hur reaktiv ytan är, dess polaritet och surhet.

## Klassifikation
Det finns flera klassificeringar av aktivt kol. Oftast klassificerar man efter kornstorlek, användningsområde och tillverkningsprocess. PAC (pulveriserat aktivt kol) och GAC (granulerat aktivt kol) är två klassificeringar som används inom vattenrening.

### Pulveriserat aktivt kol (PAC)
PAC är en typ av aktivt kol som säljs i pulveriserad form och har en medelvärdes kornstorlek på 20-50 μm. PAC tillverkas oftast av sågspån och används både inom dricks- och avloppsvattenrening. PAC används huvudsakligen inom vattenrening för att ta bort organiskt material som ger vattnet dålig smak och lukt, men är även effektivt för att ta bort pesticider och herbicider vid låga koncentrationer. Det kan tillsättas direkt till vattnet och brukar användas vid säsonger med höga halter av organiskt material. Dock är PAC svårt att återaktivera.

### Granulerat aktivt kol (GAC)
GAC är krossat aktivt kol med större kornstorlek än PAC, kornstorlekens medelvärde är 0,5–3 mm. GAC används mycket inom reningsprocesser av dricks-, grund- och avloppsvatten som ett filtermaterial, huvudsakligen för att filtrera bort giftiga organiska ämnen och organiskt material som påverkar vattnets lukt och smak. Ofta används GAC i snabbsandfiltersteget, där sanden kan bytas ut helt mot GAC eller så kan filterbädden ha ett lager sand och ett lager med GAC. GAC förekommer också som ett separat filtersteg. GAC är relativt lätt att återaktivera.

## Produktion
Som kolkälla i produktion av aktivt kol kan en rad olika produkter användas som brunkol, träkol, restprodukter från petroleumproduktion, kokosnötsskal och torv. I det första steget genomgår kolkällan en kontrollerad förkolning (pyrolys) där kolkällan upphettas utan närvaro av syre. Kolet genomgår sedan ett andra steg, aktivering. Aktiveringen är nödvändig för att öka porositeten ytterligare och förbättra de kemiska egenskaperna hos produkten för att maximera adsorptionen.
Aktiveringen kan ske både termiskt och kemiskt:
- Termisk aktivering: Ytterligare upphettning av materialet till cirka 800–1 000 °C tillsammans med koldioxid och vattenånga var för sig eller tillsammans. Denna process ökar porositeten i materialet genom att förbränna oönskade föreningar samtidigt som den ökar mängden kol-syre och kol-väte komplex på det aktiva kolets yta.[7]
- Kemisk aktivering: Innan förkolningen är fullkomlig genom termisk behandling så tillsätts kemikalier (ca 450-600 °C). Kemikalier som vanligen används är zinkklorid, fosforsyra, kaliumhydroxid och kaliumkarbonat. Kemisk aktivering kan ses som en kombination av termisk och kemisk aktivering.[7]

När det aktiva kolets adsorptionsförmåga minskat så mycket att det inte längre fungerar effektivt kan det återaktiveras. Återaktiveringen görs på samma sätt som vid aktivering.

## Användning
Aktivt kol används för att avlägsna eller separera ämnen från en vätska eller gas. Aktivt kol används bland annat inom vattenrening, medicin, förädling av gaser, gasmasker och destillering av alkoholhaltiga drycker.

### Medicinsk användning
Aktivt kol, eller aktiverat kol används som läkemedel vid förgiftningar som orsakats av substanser som inmundigas. För att ha effekt måste kolet ges inom kort tid från att förgiftningen ägt rum, typiskt sett inom en timme. Aktivt kol fungerar inte som behandling mot förgiftning orsakad av cyanid, frätande medel, järn, litium, alkohol och malation (används som insekticid). Det kan tas genom munnen eller direkt i magsäcken med en s.k. ventrikelsond. Andra användningsområden för aktivt kol är inuti hemoperfusionsmaskiner.
Kol har använts sedan urminnes tider mot förgiftning, och aktiverat kol har använts sedan 1900-talet. Läkemedlet listas i Världshälsoorganisationens lista över nödvändiga läkemedel, som innehåller de viktigaste läkemedlen som krävs för att driva ett grundläggande hälso- och sjukvårdssystem.

### Dricksvattenrening
Aktivt kol kan användas inom dricksvattenrening för att rena vatten från lösta organiska föreningar samt vissa oorganiska föreningar. Det aktiva kolets renande förmåga är välkänd och har använts för dricksvattenrening i tusentals år. När aktivt kol började nyttjas för dricksvattenrening i större skala, under första halvan av 1900-talet, användes det vanligen för att rena vatten från klorföreningar och för att åtgärda lukt- och smakproblem. Merparten använde sig då av granulerat aktivt kol (GAK) i reningsprocessen, men senare kom pulveriserat aktivt kol (PAK) att bli allt mer vanligt förekommande. 1970 uppskattades att över 10 000 dricksvattenreningsverk världen över använde sig av aktivt kol i reningsprocessen.
De senaste decennierna har man mer och mer återgått till använda GAK. Till skillnad från PAK, vilket blandas till en slurry som sedan kan doseras på en eller flera platser i reningsverket, används normalt GAK som stationärt filtermaterial i t.ex. snabbfilter. Då större partiklar lätt täpper till porerna i kolet förläggs filtret vanligen efter ett kemiskt flockningssteg, ett sandfilter eller någon liknande process där större partiklar avskiljs.
Det granulerade aktiva kolets adsorberingsförmåga blir med tiden sämre då de aktiva ytorna successivt binder till sig ämnen. Efter 1–3 år måste kolet bytas ut eller reaktiveras för att återfå ursprunglig reningseffekt. För att öka livslängden på kolet och samtidigt uppnå en effektiv rening av framför allt lukt och smak, används ofta filtret som ett biofilter, så kallet biologiskt aktivt kol. Den främsta processen är då organiska ämnen som bryts ned av den tunna aktiva biofilm som omger de granulerade kolpartiklarna. Biologiskt aktivt kol föregås ofta av en ozonbehandling i reningsprocessen då kolet har visats rena biprodukter från ozonbehandlingen.
Aktivt kol har även visats vara effektivt för att rena dricksvatten från läkemedelsrester, andra miljögifter och industrikemikalier.

### Avloppsvattenrening
Aktivt kol kan användas för avskiljning av organiska mikroföroreningar (såsom läkemedelsrester) från avloppsvatten. På senare tid har dessa föroreningar i avloppsvatten uppmärksammats mer, och i EU:s förslag till nytt avloppsdirektiv (2022/0345 (COD)) finns förslag om krav på avskiljning  av vissa organiska mikroföroreningar från kommunalt avloppsvatten. Detta har sannolikt bidragit till utbyggnaden av GAK-filter inom kommunal avloppsvattenrening i Sverige. På Degeberga reningsverk finns de första GAK-filtren i fullskala för kommunal avloppsvattenrening i Sverige (ett med kokosbaserat GAK och ett med stenkolsbaserat GAK). Även på Kiviks reningsverk finns två GAK-filter (stenkolsbaserade).  
Med tiden tillväxer ofta en biofilm på det aktiva kolet, och denna process kallas då ibland BAK (biologiskt aktivt kol). Biofilmen kan minska adsorptionsförmågan och därmed minska reningskapaciteten. Den kan också bidra till nedbrytning av vissa organiska mikroföroreningar (t.ex. vissa läkemedelsrester) . GAK-filter kan även till viss del minska koncentrationerna av vissa indikatorbakterier (såsom E. coli) i vattnet men kan öka den totala bakteriekoncentrationen . 
Ett högt innehåll av organiskt material och lösta partiklar i vattnet bidrar till en minskad kapacitet hos det aktiva kolet. Organiskt material adsorberas lätt till aktivt kol vilket medför att aktiviteten i kolet förbrukas snabbare och adsorptionsförmågan minskas. Filtrering av vatten innehållande organiskt material resulterar i att kolet behöver bytas ut oftare eller återaktiveras. Lösta partiklar sätter igen filtret vilket medför att fler backspolningar av filtret blir nödvändigt. Detta medför kostnadsökningar. Pilotprojektet på Henriksdals avloppsreningsverk pekar på ett pris om 1 kr/m3 vatten i ett större reningsverk.
En fördel med PAK är att det kan doseras i existerande processer, t.ex. i den biologiska reningen, så att inga extra steg i reningsprocessen är nödvändiga. Dosering av PAK bidrar också till ökad processkontroll och möjliggör en mer konstant rening över tid, medan GAK-filters reningskapacitet generellt minskar över tid. PAK tar med sig läkemedelsresterna och sedimenteras i de befintliga sedimenteringsprocesserna för att sedan rötas. Detta kan dock medföra att det inte längre blir möjligt att återföra slam till jordbruksmarker på grund av att det innehåller oönskade föreningar. Slammet förbränns då vid 900 °C.

### I hudvård och skönhet
Sedan några år tillbaka har aktivt kol dykt upp i olika produkter så som i ansiktsmasker och tandkräm. Användandet har populariserats genom marknadsföring men effektiviteten av de fördelar som nämns har få bestyrkande studier som underlag och är omdiskuterade inom branschen. Oftast kommer studierna från laboratorier betalda av samma varumärken som säljer produkterna. Aktivt kol i tandkräm sägs bleka tänderna, i ansiktsmasker så används det till att "få renare hy", i deodoranter då det sägs absorbera illaluktande bakterier samt i kosttillskott för olika delar av kroppen som njurar och mage (tarmar och magsäck).